# Берлацкий, Борис Маркович
Борис Маркович Берлацкий (1889, Сороки, Бессарабская губерния — 3 декабря 1937, Ленинградская область) — советский кооперативный, финансовый и государственный деятель, экономист, социал-демократ. Член Правления Госбанка СССР (1924—1930), участник показательного процесса по делу «Союзного бюро меньшевиков» (1931).

## Биография
Родился в Сороках Бессарабской губернии в еврейской мещанской семье. Обучался на Высших коммерческих курсах М. В. Побединского в Санкт-Петербурге, но не окончил их. В 1904—1910 годах — член Российской социал-демократической рабочей партии (меньшевик), в 1917—1922 годах (до запрета партии) состоял членом РСДРП(м).
С 1910 года работал учителем в Сороках, одновременно в 1914—1917 годах — в Комитете помощи беженцам. В 1917 году — вновь слушатель Высших коммерческих курсов М. В. Побединского в Петрограде. После Февральской революции 1917 года — член управы Московского района Петрограда и член городской управы Петрограда. С октября 1917 года — член Петроградской городской продовольственной управы. С декабря 1917 года — член Бюро по управлению кооперативными конторами Центросоюза по Сибири и Дальнему Востоку. В 1918 году был чрезвычайным уполномоченным Северной продовольственной управы, организованной для снабжения хлебом Москвы, Петрограда и всех северных несеющих губерний. Создал в Омске Бюро Западно-Сибирских агентур по закупке хлеба из представителей различных губерний. С марта 1919 по март 1920 года — управляющий конторой Центросоюза РСФСР в Японии.
С 1920 года — член городской управы и гласный городской Думы Владивостока. С мая 1920 года — член Народного собрания Приморья, входил в состав Совета управления ведомствами (Правительства) Приморья — заместитель председателя Правительства и управляющий Ведомством финансов. С 1 мая 1920 года также возглавлял продовольственную комиссиию городской управы Владивостока и с 5 января 1921 года — финансово-бюджетную комиссию.
После переворота братьев Меркуловых в мае 1921 года перебрался в Читу, где в 1921—1922 годах был товарищем (заместителем) министра, затем министром финансов Дальневосточной республики. С декабря 1921 года — председатель Оргбюро Банка Дальневосточной Республики. 7 марта 1922 года правительством Республики был утверждён устав Банка Дальневосточной Республики, учредителями которого стали Наркомфин Правительства ДВР (7813 из 9911 акции), Д.В.С.П.С. (600 акций), Дальневосточное отделение Центросоюза (200 акций), Сибдальгосторг (1000 акций), Общество потребителей Читинской железной дороги (69 акций), а также частники (в том числе Б. М. Берлацкий); основной оплаченный капитал банка составил 495 569 рублей 89 копеек.
С марта 1922 по сентябрь 1924 года — первый председатель правления Дальневосточного банка, одновременно в 1923—1924 годах — один из организаторов и член правления Монголбанка в Улан-Баторе. С июня 1922 года — председатель правления Дальневосточного банка (Дальбанк) в Харбине.
С октября 1924 по декабрь 1930 года — член Правления Госбанка СССР. С октября 1924 года — член Совета Внешторгбанка СССР от Госбанка, одновременно с 1927 года — член совета Электробанка, в 1928—1929 годах — член совета Союззолота, в 1928 году — заместитель председателя особого совещания по золотопромышленности при Народном комиссариате финансов СССР. В августе 1925 году был направлен с делегацией в США на переговоры с Амторгом; по дороге посетил Берлин, где, по данному под следствием признанию, встречался с представителями меньшевистской эмиграции.
2 декабря 1930 года был арестован по делу «Союзного бюро меньшевиков» (согласно обвинению, «входил в ячейку контрреволюционной организации русских социал-демократов (меньшевиков), имевшуюся в Государственном банке Союза ССР»), 9 марта 1931 года осуждён на 8 лет исправительно-трудовых лагерей и три года поражения в правах по ст. 58-7, 10, 11; находился в заключении в Верхнеуральском политизоляторе, затем в Балашовской тюрьме (Саратовская область). По словам М. П. Якубовича в тюрьме сошел с ума. По официальным данным умер в заключении 3 декабря 1937 года. Реабилитирован посмертно 13 марта 1991 года.
Автор статьи «Очерки по денежному обращению и кредиту на Дальнем Востоке» в журнале «Кредит и банки» (1923, № 1, с. 9—12), других работ по истории денежного обращения на Дальнем Востоке в первые годы после революции 1917 года, книги «Кредитная реформа в вопросах и ответах» (с А. А. Блюмом, 1930).
Известен как коллекционер бумажных денежных знаков (бон). На Первой Всесоюзной выставке по филателии, нумизматике и бонистике в Москве в 1924—1925 годах был удостоен Малой серебряной медали за исключительную редкость выставленного им экспоната «Боны Монголии» — эмиссии монгольских властей совместно с бароном Унгерном: шестипроцентных обязательств 1921 года в 10, 25, 50 и 100 долларов с изображениями барана, быка, лошади и верблюда (собрал полный комплект шестипроцентных обязательств Монгольской Государственной Казны). В 1925 году его коллекция насчитывала две тысячи бон.
Жил на Тверском бульваре, дом № 6, кв. 44.

## Семья
Родители — Мотя Иосифович Берлацкий (? — 6 февраля 1934) и Меня Кивовна Берлацкая (?—1935).
Жена — Серафима Александровна Берлацкая, переводчица ВЭО.

## Публикации
- Денежное обращение на русском Дальнем Востоке с 1918 по 1924 год. Сост К. П. Курсель. Под ред. Б. М. Берлацкого. По поручению Дальне-восточного банка (Дальбанк). Чита: Книжное дело, 1924. — 64 с[19].
- А. А. Блюм, Б. М. Берлацкий. Кредитная реформа в вопросах и ответах. М.: Государственное финансовое издательство СССР, 1930. — 249 с.

## Комментарии
1. ↑  В источниках очевидная ошибка "Ленинградская область"[1][2]. Балашовская тюрьма находится в городе Балашове Саратовской области.